# 음성 쌍정리 삼층석탑
쌍정리 삼층석탑(雙呈里 三層石塔)은 충청북도 음성군 맹동면 쌍정리에 있는 삼층석탑이다. 2016년 12월 26일 음성군의 향토문화유적 제29호로 지정되었다.

## 지정 사유
쌍정리 삼층석탑의 기단부(탑신부를 받치는 부분)는 지하에 매몰되어 보이지 않고, 1매로 만들어진 기단갑석의 윗면만이 노출되어 있다. 탑신부(탑의 중심부)는 3층으로 1, 2층은 탑신석과 옥개석(지붕의 형상을 하고 있는 탑 부재)을 별석으로 만들었고, 3층은 탑신과 옥개석을 1매석으로 조성하였다. 탑신석에는 우주(모서리 돌기둥)가 표현되었으며, 옥개석에는 2단의 층급받침이 마련되었다. 이 석탑은 형태와 규모를 볼 때 고려시대 제작되었을 것으로 판단된다. 이 석탑은 음성지역의 불교문화를 살펴볼 수 있는 중요한 자료이다.

## 갤러리

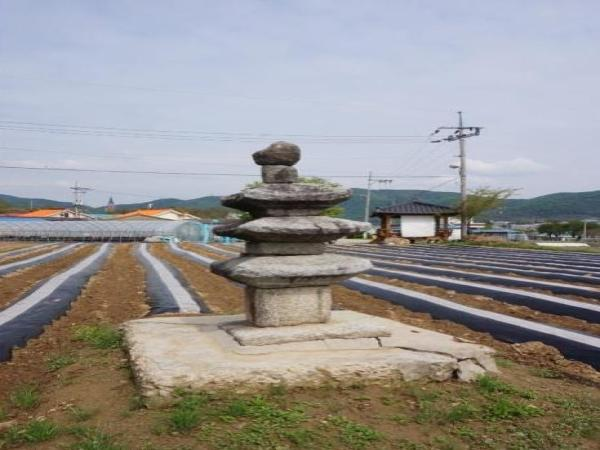
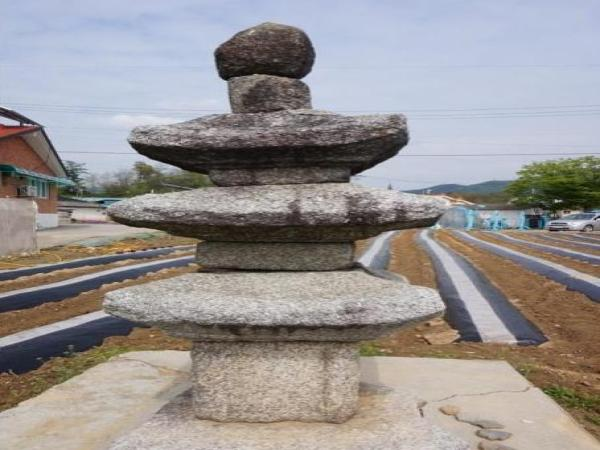
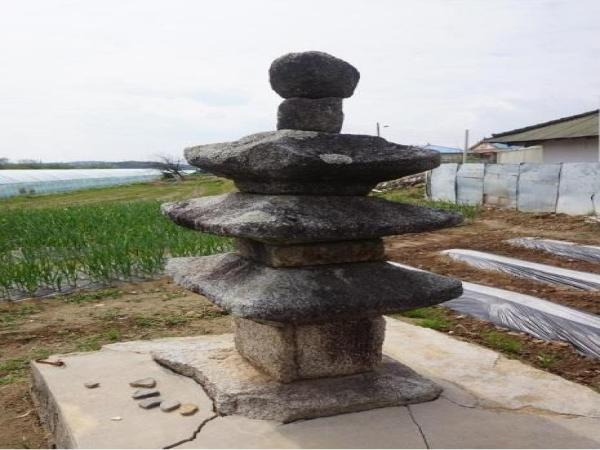

## 참고 문헌
- 쌍정리석탑(雙呈里石塔)